# Spartaeus
Spartaeus Thorell, 1891 è un genere di ragni appartenente alla famiglia Salticidae.

## Etimologia
Prende il nome dalla sottofamiglia Spartaeinae di appartenenza.

## Distribuzione
Le 14 specie oggi note di questo genere sono state rinvenute in Asia orientale e sudorientale.

## Tassonomia
Questo nome è stato prescelto in quanto più immediato e più facile da ricordare in relazione alla sottofamiglia Spartaeinae cui appartiene. Originariamente classificato come Boethus Thorell, 1879, acquisì la denominazione attuale a seguito di un lavoro di Wanless del 1984, in quanto tale nome era occupato precedentemente da Boethus Foerster, 1868, un genere di imenotteri icneumonidi della sottofamiglia Tryphoninae
A giugno 2011, si compone di 14 specie:
- Spartaeus abramovi Logunov & Azarkina, 2008 — Vietnam
- Spartaeus bani (Ikeda, 1995) — Giappone
- Spartaeus banthamus Logunov & Azarkina, 2008 — Laos
- Spartaeus ellipticus Bao & Peng, 2002 — Taiwan
- Spartaeus emeishan Zhu, Yang & Zhang, 2007 — Cina
- Spartaeus jaegeri Logunov & Azarkina, 2008 — Laos
- Spartaeus jianfengensis Song & Chai, 1991 — Cina
- Spartaeus noctivagus Logunov & Azarkina, 2008 — Laos
- Spartaeus platnicki Song, Chen & Gong, 1991 — Cina
- Spartaeus spinimanus (Thorell, 1878)[2] — dallo Sri Lanka al Borneo
- Spartaeus thailandicus Wanless, 1984 — Cina, Thailandia
- Spartaeus uplandicus Barrion & Litsinger, 1995 — Filippine
- Spartaeus wildtrackii Wanless, 1987 — Malesia
- Spartaeus zhangi Peng & Li, 2002 — Cina, Laos

### Specie trasferite
- Spartaeus ramipalpis (Thorell, 1892); trasferita al genere Mintonia Wanless, 1984[1].
- Spartaeus sexdentatus (Yaginuma, 1967); trasferita al genere Yaginumanis Wanless, 1984[1].